# Changeling: The Lost
Pour les articles homonymes, voir Changeling (homonymie).
Changeling : The Lost est la version de Changeling : The Dreaming (Changelin : Le Songe) pour le cadre du Monde des ténèbres 2. C'est donc, non un jeu de rôles à part entière, mais un complément au livre de base de l'Art du Conte. 

## Les Changelins
Par rapport à la première version, la perspective est inversée : les personnages-joueurs ne sont plus des exilés de la terre natale féerique bloqués sur Terre, mais des humains enlevés et retenus captifs en ce royaume nommé « Arcadie ». Transformés par leur séjour, ils reviennent sur Terre à travers la Haie, un labyrinthe d'Épines et d'horreurs, et cherchent leur place dans la société. Ce retour se fait souvent par groupes, ce qui facilite le passage et la création d'un groupe de personnages.
Par rapport à Changelin : Le Songe, les kiths sont beaucoup moins importants, tandis que la nature du personnage, déterminée par son aventure en Arcadie, devient très présente. On peut désormais jouer n’importe quel être mythologique des différentes cultures, en choisissant entre des Aspects (les Bêtes, les Élémentaux, les Belles Gens, etc.) et des types (les Lumineux, les Fils du Dragon, les Rakshasas, etc.), et même des poupées vivantes. Chacune de ces familles et types donne des avantages différents.
Un Égaré a un trait de Moralité nommé Clarté (Clarity, comme dans l'expression « clarté d'esprit ») qui détermine avec quelle facilité il fait la part entre le monde réel et son monde féerique. Il sert aussi de mesure de sa moralité : des actes égoïstes, criminels, etc. révèlent son éloignement de la réalité (il ne pense plus en termes humains et raisonnables, mais agit comme un malade mental) et l'entraînent vers la folie.

## La Haie
La Haie, ou le Mur des Épines, est la zone floue qui sépare la Terre de l’Arcadie. C’est un endroit plus ou moins riant ou sinistre, faisant écho avec l'esprit de ses voyageurs, mais avec une constante : les buissons épineux qui forment un labyrinthe, compliquant l’accès aux deux mondes.
Les Changelins et les Fae peuvent entrer dans la Haie par des Portails qu'ils peuvent ouvrir sur n'importe quelle ouverture : fenêtre, porte ou même surface réfléchissante, bien que les Fae y aient plus de facilité. Les changelins ont de nombreuses raisons pour cela : fuir et se cacher (ils peuvent y bâtir des demeures) ; infiltrer les rêves d’un humain ; rencontrer un être de la Haie, un Gobelin, pour lui acheter des secrets ; y chasser des animaux fabuleux ou y cueillir des fruits merveilleux, les Fruits Gobelins, infiltrés par le Wyrd.
La Haie contient des êtres plus ou moins pervers, les hobgobelins. Il ne s'agit pas ici de la race classique de la fantasy, mais de créatures variées, plus ou moins bien identifiées, avec en commun une tendance certaine à causer des ennuis aux Changelins. Certains commercent avec eux, lors des fameux Marchés Gobelins, en se gardant de leurs contrats tordus ; d'autres refusent tout contact car il en est qui servent les Fées.
Une théorie répandue veut que les Changelins laissent leur âme dans la Haie, accrochée aux épines, quand ils sont enlevés. La plupart la retrouvent au retour, mais certains n’y parviendraient pas et arriveraient sur Terre en tant que monstres sans âme.

## Les Autres et leurs proies
Dans Changeling: The Lost, les Autres, les Fae, cessent d’être manichéennes (dichotomie Eté/Hiver) pour basculer franchement du côté des cauchemars. Atteintes de solipsisme au dernier degré, elles ne reculent devant rien pour s’amuser. Les humains sont pour elles des jouets, qu’elles peuvent aider ou faire souffrir suivant leur humeur - souvent les deux à la fois.
Les Fae n’ont aucune consistance : leur matière onirique change au gré de leurs idées. Un ogre peut devenir selkie du jour au lendemain, et sa colline dénudée se muera en océan chantant. Rien n’est permanent en Arcadie, ni ses décors, ni ses habitants. Un lieu peut rester stable pendant une heure ou un siècle, puis changer du tout au tout. Mais comme le temps n'a aucune signification en Arcadie, même cette impermanence a ses exceptions aux yeux des mortels.
Lorsqu’une Fae trouve cela amusant, elle enlève un humain. Elle remplace sa victime par un « leurre » (fetch), un être d'ingrédients divers liés magiquement, sans individualité, qui vivra désormais sa vie à sa place. L’entourage ne verra que des changements mineurs, comme souvent chez un enfant ou un adolescent.
En Arcadie, le captif est forcé de servir son maître de diverses manières, souvent par le biais de menues transformations. Ainsi un Changelin africain changé en femme-antilope sera une Bête à son retour sur Terre ; un autre, prisonnier d’un cauchemar, sera un Sombre. Parfois aussi, l’humain s’imprègne de la nature de son maître, c’est particulièrement le cas chez les Belles gens.
Ceux des Changelins qui parviennent à rester lucides, à ne pas sombrer dans les remous de la sublime folie du royaume de Féerie, peuvent parfois s’échapper. Ils reviennent alors sur Terre à travers la Haie, et ils y trouvent leur place occupée par le leurre. Ce dernier est parfois convaincu d’être l'original, loyal à la Fae ou juste terrifié par ce qui l'attend, et peut donc offrir des réactions très diverses face au retour du captif Arcadien.
Il n’est pourtant que rarement possible que le Changelin reprenne sa place : il a changé, le monde aussi, et sa vie lui a été volée. Il peut très bien avoir trente ans alors que, quelques jours avant, il a quitté la Terre à l'âge de dix ans. Ou bien découvrir que ses parents sont morts alors qu'il n'a vieilli que de deux jours. C’est la pire des cruautés que les Fae infligent aux Changelins : ils n’ont plus de vie propre, et doivent s’en recréer une.
Alors le Changelin s’éloigne à pas lents de chez lui, et se cherche des amis. Il les trouvera parmi d’autres Égarés et, surtout, parmi les Cours.
Certains maîtres fae viennent parfois traquer leurs serviteurs enfuis. Cela peut tout particulièrement arriver lorsqu'un Égaré brise certains serments, justement jurés sur le nom de son maitre pour décourager la traitrise. Le noble Fae est alors informé, par exemple par la sonnerie d'un cor d'argent dans un château d'Arcadie, et peut quitter sa terre et le pourchasser. Il arrive que des Changelins ne parviennent pas à rompre le lien avec l’Arcadie et se remettent au service des Fae, ou qu’ils en deviennent fous et commettent des crimes atroces. Enfin, le Chasseur est un seigneur Fae renommé pour sa soif de carnage parmi les Changelins.

## Les Cours
Les Cours d'Occident sont quatre : le Printemps, liée au désir, l'Été, liée à la colère, l'Automne, liée à la peur, et l'Hiver, liée au chagrin. Chacune offre un moyen d’échapper aux Fae qui recherchent souvent leurs esclaves en fuite. Ailleurs dans le monde, celles d'Asie se rattachent aux quatre moments points cardinaux (Nord, Sud, Est, Ouest). En Europe Orientale, il y a la Cour du Soleil, liée à la honte, et la Cour de la Lune, liée au dégoût. Les deux Cours sont toujours en opposition, mais leur passage de pouvoir est nécessaire pour repousser les Fae. Le point commun étant l'accent mis sur l'impermanence : en effet, les Fae, qui sont atemporels et avides de pouvoir, ont ainsi plus de mal à atteindre les Changelins qui vivent dans un autre système de référence, celui du partage.
Là où plusieurs Cours sont représentées en force, elles sont censées alterner au fil des saisons, ce qui renforce leur magie et la cohérence sociale des Changelins. Cela ne fonctionne cependant pas toujours, soit qu'une ou plusieurs cours manquent à l'appel, soit que l'une d'elles refuse de laisser la place au jour dit ; parfois aussi, les saisons locales ne correspondent pas à la convention occidentale.
Le Printemps prêche le retour à une vie humaine hédoniste, à la joie et à l’espoir. Si cela peut passer pour de l’insouciance, en réalité cela empêche les Fae de retrouver leur trace au sein de la société humaine, car souvent c’est la douleur d’un Changelin qui guide son ancien maître vers lui. Du coup, cette Cour est renommée pour ses bals, ses carnavals, ses jeux et ses arts.
L’Eté préconise la force. Pour repousser les Fae, il faut s’unir et développer ses points forts. Cette Cour martiale n’est que rarement violente, mais les colères de ses membres sont redoutables. Ils se préparent à la guerre, et dans une guerre il faut du muscle, de l’esprit et de la volonté. Hélas, face à un Autre, cela suffit rarement.
L’Automne combat le feu par le feu. Pour contrer les Fae, il faut leur voler leurs secrets et en inventer d’autres. La magie du Wyrd peut servir à défaire les êtres du Wyrd, aussi ses membres cherchent-ils tout ce qui peut trahir les secrets des Fae. Comme ces secrets sont souvent effrayants (il est plus profitable de savoir comment on crée un mur de ronces plutôt qu’un bouquet de fleurs), la Cour ressemble à un mélange de chercheurs fous, d’agents de renseignement et de tueurs de démons, et joue souvent le rôle du "monstre" auprès des humains, souvent pour les encourager à éviter les dangers venus de la Haie. Mais dans sa soif de savoir, elle aide aussi beaucoup les Changelins à s’échanger des savoirs et des objets, et cela leur facilite l’existence.
L’Hiver cherche l’invisibilité totale. Ses membres s’immergent dans la société humaine pour devenir introuvables, mais sans se faire remarquer comme ceux du Printemps. Leur credo est que, pour que la vie subsiste, il lui faut d’abord se cacher sous la neige. Cela ne veut pas dire qu’ils sont tous misanthropes, renfrognés et fades : il en est d’élégants et de joyeux. Mais quoi qu’ils fassent, ils n’en font pas étalage, et cherchent à se situer dans la moyenne. De plus, leur goût pour le chagrin les isole souvent.

## Magie
La magie des Changelins se fait par les Contrats avec différentes facettes de la réalité. Beaucoup de ces accords furent passés il y a longtemps (mais d'autres sont forgés encore de nos jours) entre les choses et les héritiers de privilèges féeriques – Fae ou Changelins. Par le pouvoir des Clauses d'un Contrat, un Changelin peut demander aux choses, aux évènements ou même à son propre corps d’agir en sa faveur.
Les Contrats d'Aspects sont accessibles à tous les Changelins d’un certain Aspect, et sont plus complexes à passer pour les autres.
Les Contrats de Saisons sont accessibles aux membres d’une Cour, ou à ses grands amis, et donnent du pouvoir sur l’émotion et le climat associés à cette saison.
Les Contrats Universels et les Contrats Gobelins ont de nombreuses utilités, mais il y a une grande différence entre eux. Les Contrats Universels sont testés et sûrs : ils permettent de contrôler les rêves, le destin, etc. Les Contrats Gobelins eux, sont des Contrats maudits, passés à la va-vite : d’une façon ou d’une autre, leur utilisateur souffrira de les avoir invoqués.
Enfin, les Promesses sont des serments chargés par la magie du Wyrd. Échangées entre les Changelins, elles permettent de structurer leur société et de préserver leur double nature (humaine et fae) en mettant un peu de merveilleux dans leur vie. Et un serment avec un mortel cimente une association bénéfique pour les deux individus, humain et surnaturel. Du point de vue des règles, elles permettent aussi de gagner de petits avantages avec un bon roleplay : par exemple un Changelin qui se ferait le chevalier servant d'une mortelle, d'une Cour ou d'une communauté sera aidé par le Wyrd, qui lui confèrera un avantage dans les duels, par exemple.
L'aspect interprétatif est constamment encouragé : chaque point d'un Contrat comporte en effet une « Entourloupe » (un catch) qui en rend l'usage plus facile, du fait d'un oubli de la part de la force qui a passé cette alliance avec les Fae. Par exemple, un Ogre invoquant le Contrat des Roches serait avantagé s'il le faisait pour impressionner un public, ou pour faire respecter un serment violé.
On admet généralement que la vulnérabilité des Fées au Fer Froid provient d'une promesse violée à l'égard de ce métal, qui aurait dès lors juré d'être l'ennemi des êtres du Wyrd.

## Gamme
Le livre de base a été publié en juin 2007 aux États-Unis. Sont sortis :
- Autumn Nightmares (Les Cauchemars de l'Automne), supplément sur les antagonistes des héros (Fées, monstres, fetches, Changelins dévoyés). Il n'y est pas vraiment question de la Cour d'Automne, seulement des croque-mitaines des Changelins.
- Winter Masques (Les Masques de l'Hiver), détaille les familles et les Kiths, en propose de nouveaux, et décrit les Cours des autres cultures.
- Rites of Spring (Les Rituels du Printemps), sur cette Cour, les Contrats et la magie.
- Lords of Summer (Les Seigneurs de l'Été), sur cette Cour et sur l'organisation générale des Cours et des titres.
- Equinox Road (La Voie de l'Équinoxe), sur les Faes, l'Arcadie, et les crossovers avec les autres jeux du Monde des Ténèbres 2.
- Night Horrors (Les Horreurs Nocturnes), vient renforcer Autumn Nightmares avec d'autres races surnaturelles.

En format PDF :
- The Fear-Maker’s Promise.
- The Rose-Bride's Plight.

Parutions annoncées (en dernière page de Night Horrors) :
- Dancers in the Dusk (Les Danseurs du Crépuscule), mars 2009.
- Swords at Dawn (Les Épées de l'Aube).